# Linia kolejowa nr 424
Linia kolejowa nr 424 – rozebrana linia kolejowa łącząca stację Goleniów ze stacją Maszewo. Linię zamknięto dla ruchu w maju 1992, a tory rozebrano w 2006.